# Амілоїдоз
Амілоїдоз (амілоїдна дистрофія) — хвороба порушення білкового обміну, що супроводжуються утворенням та відкладанням у тканинах специфічного глікопротеїну — амілоїда.

## Класифікація
У розділі «[E70 E90] Розлади обміну речовин» амілоїдоз поділяють так:
- E.85. Амілоїдоз
  - E.85.0 Неневропатичний сімейноспадковий амілоїдоз
  - E.85.1 Невропатичний сімейноспадковий амілоїдоз
  - E.85.2 Сімейноспадковий амілоїдоз, неуточнений
  - E.85.3 Вторинний системний амілоїдоз
  - E.85.4 Органообмежений амілоїдоз
  - E.85.8 Інший амілоїдоз
  - E.85.9 Амілоїдоз, неуточнений

## Клініка
Найчастіше амілоїдоз розвивається як ускладнення хронічних захворювань, пов'язаних з інфекцією та тих, що протікають часто з нагноєнням (туберкульоз, бронхоектази, остеомієліт), а також деяких неінфекційних захворювань (ревматоїдний артрит, лімфогранулематоз, мієломна хвороба).
Рідше зустрічається первинний амілоїдоз, при якому причинне захворювання відсутнє. У таких хворих амілоїдоз може мати сімейний характер.
При вторинному процесі амілоїд найчастіше накопичується у печінці, селезінці, наднирниках, особливо у нирках. У хворого з характерними проявами основної патології, зазвичай при тривалому її перебігу, починають визначатися збільшення печінки, селезінки, з'являється протеїнурія.
Клінічно найбільше значення має ураження нирок, при якому може виникнути нефротичний синдром, а при прогресуванні хвороби розвивається хронічна ниркова недостатність. Остання нерідко протікає на фоні низького АТ, що пов'язане з супутнім ураженням наднирників.
При первинному амілоїдозі зазвичай уражуються
- серце з аритміями, порушеннями провідності та прогресуючою серцевою недостатністю,
- шлунково-кишковий тракт з диспепсичними явищами,
- шкіра,
- легені.

Характерний великий щільний язик
Діагноз амілоїдозу підтверджують морфологічно при біопсії слизової оболонки ясен, язика.

## Макро- та мікроскоповий вигляд органів при амілоїдозі
Зовнішній вигляд органів при амілоїдозі залежить від ступеню процесу: якщо кількість амілоїду незначна, зовнішній вигляд органу мало змінюється і амілоїд виявляється при мікроскопічному дослідженні. При виразному амілоїдозі орган збільшується в об'ємі, стає щільним і ламким, а на розтині має своєрідний восковий або сальний вигляд.
У селезінці амілоїд відкладається в лімфатичних фолікулах або ж рівномірно по всій пульпі. В першому випадку амілоїдно-змінені фолікули збільшені і на розтині щільної селезінки мають вигляд напівпрозорих зерен, які нагадують зерна саго (сагова селезінка). В другому — селезінка збільшена, щільна, коричнево-червона, гладка, має сальний блиск на розтині (сальна селезінка). Сагова і сальна селезінка є послідовними стадіями процесу.
У нирках амілоїд утворюється в стінці судин, в капілярних петлях і мезангії клубочків, в базальних мембранах канальців і в стромі. Нирки при цьому стають щільними, великими, біло-сірими і «сальними». При прогресуванні процесу клубочки і піраміди повністю заміщені амілоїдом, розростається сполучна тканина і розвивається амілоїдне зморщування нирок.
У печінці амілоїд виявляється між зірчастими ретикуло-ендотеліоцитами синусоїдів, вздовж ретикулярної строми дольок, в стінках судин, протоків і в сполучній тканині портальних трактів. В міру накопичення амілоїду клітини печінки (гепатоцити) атрофуються і гинуть. Печінка при цьому збільшується, стає щільною і має вигляд «сальної».
У кишечнику амілоїд утворюється в ретикулярній стромі слизової оболонки, а також у стінках судин як слизової, так і підслизової оболонок. При різко виразному амілоїдозі залозистий апарат кишок атрофується.
Амілоїдоз надниркових залоз звичайно двобічний; амілоїд утворюється в кірковій речовині вздовж кровоносних судин.
У серці амілоїд виявляється під ендокардом, у стромі та судинах міокарда, а також в епікарді вздовж вен. Накопичення амілоїду в серці призводить до різкого його збільшення (амілоїдна кардіомегалія). Серце стає дуже ущільненим, міокард набуває «сального» вигляду.
У скелетних м'язах, як і в міокарді, амілоїд утворюється вздовж міжм'язової сполучної тканини, в стінках судин і в нервах. Периваскулярно і периневрально нерідко утворюються масивні відкладення амілоїдної речовини. М'язи при цьому стають щільними, напівпрозорими.
У легенях амілоїд з'являється спочатку в стінках розгалужених легеневих артерій і вен, а також в перибронхіальній сполучній тканині. Пізніше амілоїд з'являється в міжальвеолярних перегородках.
У головному мозку при старечому амілоїдозі амілоїд знаходять в сенільних бляшках кори, судинах і оболонках.
Амілоїдоз шкіри характеризується дифузним накопиченням амілоїду в сосочках шкіри та її ретикулярному шарі, в стінках судин і по периферії сальних і потових залоз, що супроводжується руйнуванням еластичних волокон і різкою атрофією епідерміса.
Амілоїдоз підшлункової залози має деякі особливості. Крім артерій цієї залози, зустрічається і амілоїдоз острівців, що спостерігається в глибокій старості.
Амілоїдоз щитоподібної залози також своєрідний. Синтез амілоїду в стромі та судинах залози може бути проявом не тільки генералізованого амілоїдозу, але і медулярного раку залози (медулярний рак щитоподібної залози з амілоїдозом строми). Амілоїдоз строми зустрічається також у пухлинах ендокринних залоз і APUD-системи (інсулома, карциноїд, феохромоцитома, хромофобна аденома гіпофізу, гіпернефроїдний рак), причому в утворенні APUD-амілоїду доведена участь епітеліальних пухлинних клітин.

## Лікування
Лікування і профілактика спрямовані на активну терапію основного захворювання з застосуванням при необхідності хірургічного втручання (наприклад при остеомієліті, бронхоектазах). Проводять тривале лікування сирою печінкою по 80-100 г/добу, препаратами типу хлорохіну (резохін, делагіл, хінгамін).